# 1047
1047 (MXLVII) fue un año común comenzado en jueves del calendario juliano.

## Acontecimientos
- Benedicto IX sucede a Clemente II como papa.

## Nacimientos
- Nace el rey Alfonso VI rey de León, Galicia y Castilla.

## Fallecimientos
- 9 de octubre Clemente II.
- Sulaymán al-Mustain I, rey de la taifa independiente de Zaragoza (1039-1047) y fundador de la dinastía hudí.
- Nripa Kama II, rey Hoysala